# Sabine Hübner (Althistorikerin)
Sabine Renate Hübner (* 2. Juni 1976 in Osnabrück) ist eine deutsche Althistorikerin. Sie ist seit 2014 Professorin für Alte Geschichte an der Universität Basel.

## Leben
Sabine R. Hübner studierte von 1995 bis 2001 Alte Geschichte und Klassische Philologie an der Universität Münster sowie der Università degli studi Roma Tre und schloss ihr Studium im Jahre 2001 in Münster mit dem Ersten Staatsexamen und dem Magister ab. Es folgte von 2002 bis 2005 ein Promotionsstudium als DFG-Stipendiatin im Graduiertenkolleg Leitbilder der Spätantike an der Universität Jena bei Walter Ameling. Die Promotion erfolgte 2005 mit einer Dissertation zum Thema Der Klerus in der Gesellschaft des spätantiken Kleinasiens. Im Jahre 2003 verbrachte sie einen vom DAAD geförderten Forschungsaufenthalt am University College London. Nach ihrer Promotion forschte und lehrte sie von 2005 bis 2010 in den USA. Nach einem Post-Doc-Forschungsstipendium im Jahre 2005 an der University of California at Berkeley lehrte sie dann als Adjunct Assistant Professor von 2006 bis 2009 an der Columbia University in New York. Sie wurde in der Zeit durch ein einjähriges DFG-Forschungsstipendium und ein dreijähriges Marie-Curie Outgoing Research Fellowship der Europäischen Kommission gefördert. In den Jahren 2007 bis 2008 war sie zudem Visiting Fellow am Institute for the Study of the Ancient World in New York und 2010 Member am Institute for Advanced Study (School of Historical Studies) in Princeton.
Hübner habilitierte sich im Jahr 2010 mit einer Arbeit zum Thema Family, Household and Intergenerational Solidarity – Roman Egypt in Cross-Cultural Perspective an der Freien Universität Berlin, wo sie anschließend auch drei Jahre als Privatdozentin lehrte. 2010 erhielt sie ein zweijähriges Forschungsstipendium des Max-Planck-Instituts für demografische Forschung in Rostock und 2011 ein fünfjähriges Heisenberg-Stipendium der DFG. Sie verbrachte 2011/12 einen Forschungsaufenthalt am Collège de France in Paris, 2012/13 war sie Gastprofessor am Institutum Romanum Finlandiae und der British School at Rome. Seit Juli 2014 ist sie Inhaberin der Professur für Alte Geschichte an der Universität Basel, Leiterin des Fachbereichs Alte Geschichte und Vorsteherin des Departements Altertumswissenschaften. Im Jahr 2015 war sie Gastprofessorin an der Central European University (CEU), im Jahr 2018 war sie Gastprofessorin auf Einladung des Humanities Council (und Stewart Fellow in Religion) an der Princeton University in den USA. 2024 ist sie Gastprofessorin (Category A "outstanding researchers or professors") an der Università La Sapienza in Rom, Für 2024/25 wurde ihr ein Fellowship am Harvard Radcliffe Institute for Advanced Study an der Harvard University zugesprochen.
Ihre Forschungsschwerpunkte liegen auf dem Gebiet der griechischen und römischen Gesellschafts- und Religionsgeschichte, der Spätantike, der historischen Demografie, der Epigraphik und der Papyrologie. Hübner leitete mehrere vom Schweizerischen Nationalfonds geförderte Forschungsgruppen: die Edition der Basler Papyrussammlung (2015–2018), das interdisziplinäre Projekt „Egypt at the transition from the Byzantine to early Arab world, 6th to 8th centuries“ (2016–2019) und aktuell das die Alte Geschichte mit den Klimawissenschaften verbindende interdisziplinäre Projekt „The Roman Egypt Laboratory: Climate Change, Pandemics, and the Transition to Late Antiquity“ (2021–2026) und ein Projekt zur römisch-spätantiken Stadtgeschichte "Urban Biographies of the Roman and Late Antique Worlds: Antinoopolis and Heracleopolis in Egypt, c. 100 – c. 650 CE" (2021–2026). Sie ist die Leiterin des Basel Climate Science & Ancient History Lab.
Sie ist Generalsekretärin der Fédération Internationale des Associations d’Études Classiques (FIEC), ehemaliges Vorstandsmitglied der Schweizerischen Vereinigung für Altertumswissenschaft (SVAW) und der Schweizerischen Patristischen Arbeitsgemeinschaft (GSEP), Membre associée des Centre d’histoire et civilisation de Byzance am Collège de France, Mitglied der Association Internationale de Papyrologues (AIP) und der American Society of Papyrologists (ASP). Sie ist Editor-in-Chief des Journal of Late Antiquity (Johns Hopkins University Press), Mitglied des Scientific Committee der Serie Pragmateiai. Collana di studi e testi per la storia economica, sociale e amministrativa del mondo antico (Edipuglia), Mitglied des Editorial Advisory Board der Liverpool Studies in Ancient History (Liverpool University Press), der Zeitschrift Ktèma : civilisations de l'Orient, de la Grèce et de Rome antiques (Presses universitaires de Strasbourg), der Buchreihe PNT – Papyri and the New Testament (Brill-Schöningh) und der Serie Studies in Premodern History and Environment (Oxford University Press) und einer der Hauptherausgeber der Wiley Encyclopedia of Ancient History.
Gemeinsam mit dem französischen Schriftsteller Stéphane Piatzszek hat sie vier Kinder.

## Veröffentlichungen

### Monographien
- Der Klerus in der Gesellschaft des spätantiken Kleinasiens (= Altertumswissenschaftliches Kolloquium. Band 15). Franz Steiner Verlag, Stuttgart 2005, ISBN 3-515-08727-3.[10]
- The Family in Roman Egypt. A Comparative Approach to Intergenerational Solidarity and Conflict. Cambridge University Press, Cambridge 2013, ISBN 978-1-107-01113-7 (englisch).
- Papyri and the Social World of the New Testament. Cambridge University Press, Cambridge 2019, ISBN 978-1-108-45570-1 (englisch).[11]

### Herausgeberschaften
- mit David M. Ratzan (Hrsg.): Growing up Fatherless in Antiquity. Cambridge University Press, Cambridge 2009, ISBN 978-0-521-49050-4 (englisch).[12]
- mit Roger S. Bagnall, Kai Brodersen, Craige B. Champion, Andrew Erskine (Hrsg.): The Encyclopedia of Ancient History. Wiley-Blackwell, Oxford 2012, ISBN 978-1-4051-7935-5 (englisch).
- mit Béatrice Caseau (Hrsg.): Inheritance, Law and Religions in the Ancient and Mediaeval World (= Collège de France – CNRS – Centre de Recherche d’Histoire et Civilisation de Byzance Monographies. Band 45). Association des Amis du Centre d’Histoire et Civilization de Byzance, Paris 2014, ISBN 978-2-916716-52-7 (englisch).[13]
- mit Geoffrey Nathan (Hrsg.): Mediterranean Families in Antiquity. Households, Extended Families, and Domestic Space. Wiley-Blackwell, Oxford 2016, ISBN 978-1-119-14372-7 (englisch).
- mit Christian Laes (Hrsg.): The Single Life in the Roman and Later Roman World. Cambridge University Press, Cambridge 2019, ISBN 978-1-108-47017-9 (englisch).
- mit W. Graham Claytor, Isabelle Marthot-Santaniello und Matthias Müller (Hrsg.): Papyri of the University Library of Basel (P.Bas. II) (= Archiv für Papyrusforschung und verwandte Gebiete. Beihefte, Band 41). De Gruyter, Berlin 2020, ISBN 978-3-11-068071-3 (englisch).
- mit Eugenio Garosi, Isabelle Marthot-Santaniello, Matthias Müller, Stefanie Schmidt und Matthias Stern (Hrsg.): Living the End of Antiquity. Individual Histories from Byzantine to Islamic Egypt (= Millennium-Studien / Millennium Studies. Band 84). De Gruyter, Berlin 2020, ISBN 978-3-11-068331-8 (englisch).
- mit David M. Ratzan (Hrsg.): Missing Mothers. Maternal Absence in Antiquity. (= Interdisciplinary Studies in Ancient Culture and Religion. Band 22). Peeters, Leuven/Paris/Bristol 2021, ISBN 978-90-429-4313-1 (englisch).
- Reise in eine versunkene Welt. Eine Nubienexpedition im Frühjahr 1900 (= SIK Sonderschriften. Band 2). PeWe-Verlag, Gladbeck 2021, ISBN 978-3-935012-47-8.